# Adrianus Thiebault
Adrien of Adrianus Thiebault, ook Pickart, (Ath, 1496 - Kortrijk, 10 maart 1546) was een muzikant en componist van de Franco-Vlaamse School.
Hij was de zoon van Clément Thiebault, klerk en beiaardier in Ath.
Hij werd priester en trad in 1520 als zanger toe tot de muziekkapel van keizer Karel V. Van 1526 tot 1540 was hij kapelmeester in de Madrileense Capilla Flamenca.
In 1542 vestigde hij zich in Kortrijk, waar hem in 1529 een prebende was toegekend als kanunnik van het Onze-Lieve-Vrouwekapittel. In die kerk is hij ook begraven.